# 王家宠
王家宠（1923年—），浙江萧山人，中华人民共和国政治人物，中华全国总工会原书记处书记、副主席，第六届全国政协委员。